# 阿見東インターチェンジ
阿見東インターチェンジ （あみひがしインターチェンジ）は、茨城県牛久市桂町にある首都圏中央連絡自動車道（圏央道）のインターチェンジである。牛久市と稲敷郡阿見町の境に位置している。

## 歴史
- 2007年（平成19年）3月10日：つくば牛久IC - 阿見東IC間開通に伴い、供用開始[1]。
- 2009年（平成21年）3月21日：阿見東IC - 稲敷IC間開通[2]。
- 2025年（令和7年）8月29日：阿見東IC - 稲敷IC間が4車線化[3]。（予定）

## 周辺
- あみプレミアム・アウトレット
- 牛久大仏
- 牛久浄苑
- 上条城址
- 美浦トレーニングセンター（競馬の訓練施設）

## 接続する道路及び施設
- 直接接続
  - 茨城県道34号竜ヶ崎阿見線
  - あみプレミアム・アウトレット (出口のみ)

## 隣
C4 首都圏中央連絡自動車道
(82)牛久阿見IC - (83)阿見東IC - 江戸崎PA - (84)稲敷IC